# Николай Труфешев
Николай Константинов Труфешев е български изкуствовед.

## Биография
Роден е на 18 септември 1917 г. в Горна Оряховица в семейството на общински чиновник. Първоначално учи в родния си град, а през 1936 г. завършва Великотърновската мъжка гимназия. След завършване на Школата за запасни офицери е мобилизиран и участва в заключителната фаза на Втората световна война. Учи скулптура при проф. Марко Марков във Висшия институт за изобразително изкуство „Николай Павлович“. След завършването си през 1956 г. работи като художник в Българска кинематография и скулптор-проектант в Проектантския институт „Енергопроект“. От 1962 г. е научен сътрудник в Института за изкуствознание при БАН. В 1971 г. защитава дисертация на тема „Монументалните изкуства и архитектурата в България“. Назначен е за отговорен секретар и заместник главен редактор на „Енциклопедия на изобразителното изкуство в България“, издание на БАН в три тома. От 1960 г. е член на Съюза на българските художници. Избиран е и за член на Държавната комисия за монументални изкуства.
Умира на 20 март 2012 г.
Личният му архив се съхранява във Фонд 2007К в Централен държавен архив. Той се състои от 33 архивни единици от периода 1956 – 1994 г.

## Творческа и научна дейност
Насоката на изследванията му е върху проблемите за синтеза на архитектурата с монументалните и приложни изкуства. Активно участва и в оперативната критика на Съюза на българските художници като публикува статии с научно и приложно значение в областта на пластическите изкуства. Публикува над 10 монографии, над 20 студии в изданията на БАН и над 1000 статии, рецензии, студии и критични материали в ежедневния и специализиран печат.
По-интересни от монографиите му са:
- „Паметникът на Освободителите“ (1964)
- „Ново българско монументално изкуство“ (1973)
- „Каменна пластика на Първата българска държава“ (1973)
- Най-значимият му научен труд е книгата „Монументалните изкуства и архитектурата в България“, за която е удостоен с „Наградата на София“ през 1969 г.

### Публикации
- Монументалните изкуства и архитектурата в България. Държавно издателство „Техника“, София, 1968.
- Современное монументальное исскуство Болгарии. Издателство „София-прес“, София, 1977.
- Архитектурно-скулптурният паметник в България. Държавно издателство „Техника“, София, 1981.

## Отличия и награди
- Орден „За военни заслуги“ І степен
- Награда на София за научноизследователската си работа през 1969 г.
- Орден „Св. св. Кирил и Методий“ І степен (1977)
- Медал-значка на Министерство на архитектурата и строителството